# George Soros
George Soros, geboren als György Schwartz (Boedapest, 12 augustus 1930), is een Hongaars-Amerikaans zakenman en publicist.
Hij verwierf een enorm vermogen met beursspeculaties, geld dat hij is gaan gebruiken voor het realiseren van zijn filosofische en politieke idealen. Aanvankelijk lag zijn focus op het ondersteunen van democratische ontwikkelingen in Oost-Europa. In mei 2020 was Soros goed voor zo'n 8,3 miljard dollar nadat hij meer dan 32 miljard dollar had gedoneerd aan de Open Society Foundations, waarvan inmiddels al meer dan 15 miljard dollar is uitgegeven. Volgens Forbes maakt dit hem "de meest genereuze gever" (kijkend naar percentage van vermogen).

## Levensloop

### Jeugd
Soros werd geboren in een familie met een Joodse achtergrond, als zoon van de Esperanto-auteur Tivadar Soros. Hij groeide op met de kunsttaal, zodat gezegd kan worden dat hij een van de weinige Esperanto-moedertaalsprekers is. De familienaam Schwartz werd door zijn vader in 1936 verhongaarst. 
Soros overleefde de bezetting van Hongarije door nazi-Duitsland, maar wilde na de bevrijding door de Sovjetrussen in 1946 uitwijken naar het Verenigd Koninkrijk. In 1947 kon hij, om deel te nemen aan het Esperanto-Wereldcongres in Bern, op legale wijze Hongarije verlaten.
In Bern ontmoette hij Grégoire Maertens uit Brugge, de latere (1980-86) voorzitter van de Esperanto-Wereldvereniging. Maertens stelde hem voor om na het congres mee naar Brugge te reizen. Tijdens een verblijf van enkele dagen in Brugge slaagden ze erin de documenten te bekomen die Soros moesten toelaten het Verenigd Koninkrijk binnen te komen. Daarna reisden ze door naar het Internationaal Jongerencongres in Ipswich.
Na dit congres verkreeg Soros een studievisum en hij studeerde in 1952 af aan de London School of Economics.
Grote invloed op Soros' politieke opvattingen hadden de colleges van de conservatief-liberale filosoof Karl Popper. In navolging van Popper wil Soros strijden tegen ideologieën en politieke systemen die zich afsluiten voor rationele kritiek, de vijanden van de "open society".

### Zaken
In 1956 vestigde Soros zich in de Verenigde Staten, waar hij werk vond als beleggingsanalist en arbitrage-handelaar. Vanaf 1967 leidde hij offshore funds voor Arnhold & S. Bleichroeder; na 1973 beheerde hij eigen fondsen. Bekend is zijn Quantum Fund, formeel gevestigd op Curaçao.
Soros kwam in het nieuws toen hij in 1992 op ongekende schaal speculeerde tegen het overgewaardeerde Britse pond. Op Zwarte Woensdag (16 september 1992) werd de Britse regering gedwongen de munt te devalueren. Soros maakte hierbij meer dan 1 miljard dollar winst.
Speculanten als Soros worden door sommige mensen beschouwd als onzichtbare financiële grootheden met een gevaarlijk grote macht. Ten tijde van de Aziëcrisis van 1997 werd hij door de Maleisische premier Mahathir Mohammed persoonlijk verantwoordelijk gesteld voor de problemen in de regio. In hoeverre dat terecht was is onduidelijk (in 2006 gaf Mahathir toe dat hij accepteerde dat Soros niet verantwoordelijk was), maar Soros heeft in zijn boek The Alchemy of Finance (1988) zelf ook gewezen op het gevaar dat ontwikkelingslanden gedestabiliseerd worden door grootschalige speculatie.
Soros maakt van zijn manier van zakendoen geen geheim, maar is van mening dat zijn handelen als financier niet altijd in overeenstemming hoeft te zijn met zijn politieke opvattingen. Hij lijkt ook weleens de grens van het wettelijk toelaatbare te zoeken. In 2005 werd hij in Frankrijk veroordeeld tot een boete van 2,8 miljoen dollar wegens handel met voorkennis in aandelen van de bank Société Générale.

### Kredietcrisis
In november 2008 moesten Soros en enkele andere hedgefonds-managers verschijnen voor het Amerikaanse Congres om vragen te beantwoorden over hun rol in de kredietcrisis. Soros gaf toe dat hedgefondsen medeverantwoordelijk waren voor de "zeepbel" in de financiële markten. Maar instanties als de Federal Reserve en regulators lieten het gebeuren, aldus Soros. Hij pleitte voor meer regulering. Het ongebreidelde vrijemarkt-kapitalisme ligt aan de wortels van de crisis, meent Soros. In 2007 verdiende hij 2,9 miljard dollar. Na het herhaaldelijk beschrijven van Bitcoin als 'zeepbel' gaf Soros begin april 2018 toe zich voor te bereiden op een investering in cryptogeld.

### Politiek
Soros gebruikt zijn vele miljarden dollars voor het ondersteunen van globalistische, anti-nationalistische bewegingen en gematigd-progressieve projecten. Dat begon in 1979 met beurzen voor zwarte demonstranten die wilden studeren aan de Universiteit van Kaapstad. Net zoals Soros in de nadagen van het Sovjetcommunisme organisaties als Solidarność en Charta 77 steunde, zo mengde hij zich later ook in de Oranjerevolutie in Oekraïne en de Rozenrevolutie in Georgië.
Na de val van het communisme bleef hij via zijn Open Society Institute (opgericht in 1993) de ontwikkeling van de democratie in Oost-Europa, Zuid-Afrika en elders stimuleren. Tot zijn initiatieven behoren een programma om bibliothecarissen op te leiden en de oprichting van de kosmopolitische Central European University in Boedapest. Hij ondersteunt verder Transparency International, dat zich inzet voor de bestrijding van corruptie, en Millennium Promise dat probeert de armoede in Afrika te verminderen.
Hoewel Soros zich eerder niet wilde mengen in de Amerikaanse politiek heeft hij in 2004 de presidentskandidatuur van John Kerry gesteund en sindsdien verschillende andere projecten die ingaan tegen het Republikeinse beleid. Zo subsidieert hij initiatieven om de wapenwetgeving te verscherpen en het drugsprobleem op een alternatieve manier aan te pakken. Hij pleit ook voor maatregelen om de invloed van geldschieters (zoals hijzelf) op de politiek te verminderen.

##### "Soros Leaks"
In augustus 2016 plaatsten hackers correspondentie, rapporten en gedetailleerde financiële informatie over door de Open Society Foundations gesponsorde projecten online, de zogenaamde Soros Leaks, waaruit onder andere de mate waarin Soros Palestijnse burgerrechtenbewegingen financiert en probeerde verkiezingen en referenda te beïnvloeden naar voren kwam. Soros staat bekend om zijn steun voor het multiculturalisme en een open-grenzenbeleid in Europa en de rest van de wereld. Daartoe financiert hij meerdere projecten voor een eengemaakt Europa en verschillende liberale anti-discriminatiebewegingen. De publicatie leidde tot ophef en kritiek onder met name pro-Israël-activisten, Eurosceptici en samenzweringstheoretici. Op de website die de documenten publiceerde werd Soros neergezet als een "vampier" die "marionetten" en "slaven" zou bespelen die "het bloed van miljoenen en miljoenen mensen vergieten om hem nóg rijker te maken dan hij al is".

##### Hongaarse universiteit
In april 2017 bekrachtigde het Hongaarse Parlement een wet die buitenlandse universiteiten verbiedt, wanneer die geen vestiging hebben in hun land van oorsprong. Door die wet kan de Central European University, door Soros opgericht via zijn Open Societies Foundation, verboden worden. De universiteit doceert vooral sociaal-politieke vakken, en heeft enkel een campus in Boedapest. Tegenstanders van de wet spreken van een aanslag op het vrije onderwijs, maar de regering beschuldigt Soros van politieke inmenging. Volgens de Hongaarse regering zou de universiteit een verkapte politieke instelling zijn waarin activistische professoren vooral een boodschap van open grenzen, multiculturalisme en te liberaal geïnterpreteerde mensenrechten aan de studenten willen opdringen.

### Privé
Soros is driemaal getrouwd en tweemaal gescheiden, hij heeft vijf kinderen.

## Investeringsfondsen
Georges Soros financierde met zijn vermogen verschillende fondsen: het family office (voormalig hedgefonds) Soros Fund Management LLC, de Open Society Foundations (OSF) en het aanverwante Soros Economic Development Fund (SEDF) – beide met maatschappelijk doel – en de Quantum Group of Funds, een groep hedgefondsen waarin Soros participeert.

## Publicaties
- De crisis van het mondiale kapitalisme, 1998
- Globalisering, 2002
- De zeepbel van de Amerikaanse macht, 2004
- De illusie van onfeilbaarheid, 2006
- De internationale kredietcrisis, 2008
- Succes in tijden van crisis, 2010